# 1639 Бауер
1639 Бауер (енгл. 1639 Bower) је астероид главног астероидног појаса. Приближан пречник астероида је 36,41 ,
а средња удаљеност астероида од Сунца износи 2,572 астрономских јединица (АЈ).
Инклинација (нагиб) орбите у односу на раван еклиптике је 8,438 степени, а орбитални период износи 1506,893 дана (4,125 године). Ексцентрицитет орбите астероида износи 0,149.
Апсолутна магнитуда астероида износи 10,98 а геометријски албедо 0,054.
Астероид је откривен 12. септембра 1951. године.